# Casamou
Casamou (Casemu) ist eine osttimoresische Aldeia im Suco Seloi Craic (Verwaltungsamt Aileu, Gemeinde Aileu). 2015 lebten in der Aldeia 559 Menschen.

## Geographie und Einrichtungen
Die Aldeia Casamou liegt im Süden des Sucos Seloi Craic. Westlich befindet sich die Aldeia Tabulasi und nördlich die Aldeia Lio. Im Süden und Osten grenzt Casamou an den Suco Seloi Malere. Nordwestlich liegt der Lago Seloi (Seloi-See), ein temporärer See, der in der Regenzeit entsteht.
Die Stadt Gleno liegt direkt an der Grenze zu Tabulasi. Von ihr führt eine kleine Piste durch den Westen der Aldeia, vorbei an einer weiteren kleinen Siedlung zum Dorf Mautobalau. Die Piste führt dann weiter nach Nordosten zur Überlandstraße Gleno–Turiscai. Nach Süden geht von Mautobalau eine Straße zum Dorf Tabulasi und dann weiter, über den Weiler Lebutun, in das Dorf Halameta (Aldeia Halalmeta).
Von West nach Nordost durchquert eine Straße die Aldeia, an deren gesamten Länge entlang sich das Dorf Casamou erstreckt. Der Sitz der Aldeia befindet sich an der Abzweigung, die Richtung Lio führt.

## Politik
2023 wurde Anibal Sarmento zum Chefe de Aldeia gewählt.